# Markus Stadler (Politiker)

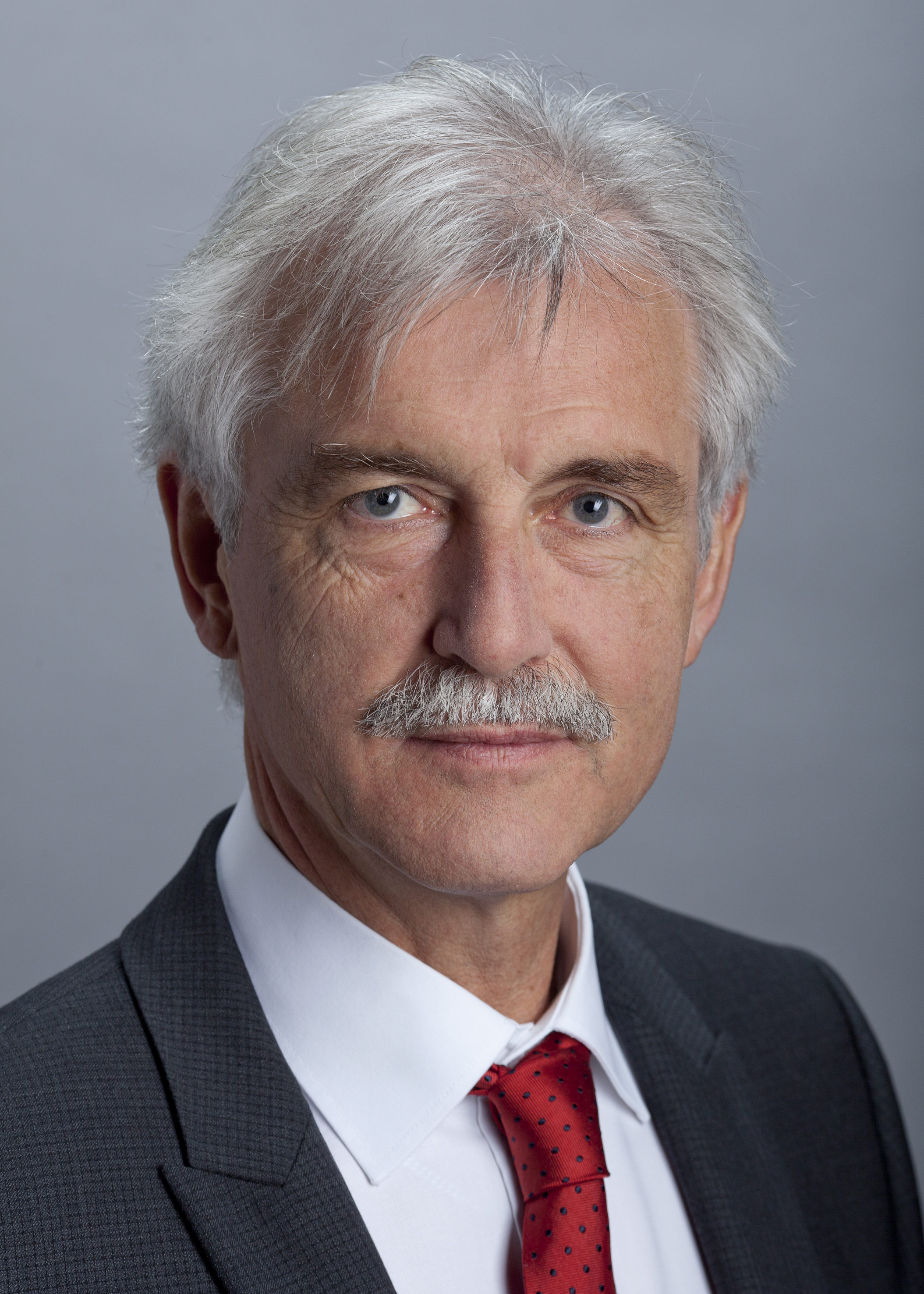
Markus Stadler 2011

Markus Stadler (* 24. Dezember 1948 in Altdorf; heimatberechtigt in Altdorf und Schattdorf) ist ein Schweizer Politiker (GLP, Mitglied seit 29. Mai 2010).

## Biografie
Stadler studierte Wirtschaftswissenschaft an der Hochschule St. Gallen (HSG) und schloss 1974 mit dem Lizenziat ab. Anschliessend war er als Assistent für Volkswirtschaftslehre an der HSG tätig, 1978 wurde er promoviert. Bis 1981 hielt er sich in den USA auf und verfertigte an der Michigan State University und der University of California, Berkeley, eine Studie über den Institutionalismus. Von 1981 bis 1983 war er freischaffend in St. Gallen Fachlehrer.
Von 1983 bis 2000 war er als Direktionssekretär, Finanz- und Pensionskassenverwalter des Kantons Uri tätig. Von 1985 bis 1988 war er im Schulrat von Bürglen, zuletzt als Präsident. 2000 wurde er selbstständiger Berater für Organisations- und Finanzfragen der öffentlichen Hand und im selben Jahr als Parteiloser in den Regierungsrat gewählt, wo er zunächst als Gesundheits-, Sozial- und Umweltschutzdirektor tätig war, ab 2004 als Finanzdirektor. Von 2004 bis 2006 war er ausserdem Landesstatthalter und von 2006 bis 2008 Landammann des Kantons.
Im April 2010 wurde er in der Ersatzwahl für Hansruedi Stadler im zweiten Wahlgang in den Ständerat gewählt. Nach seiner Wahl wollte er der CVP/EVP/glp-Fraktion beitreten. Um dies zu erreichen, entschied er sich für einen Beitritt zur Grünliberalen Partei. Im November 2011 bestätigte ihn das Urner Volk im zweiten Wahlgang für vier weitere Jahre im Amt. Bei den Ständeratswahlen 2015 trat er nicht erneut an.
Stadler wohnt in Flüelen. Er ist verheiratet und Vater von zwei Söhnen.

## Publikationen (Auswahl)
- Institutionalismus heute: kritische Auseinandersetzung mit einer unorthodoxen wirtschaftswissenschaftlichen Bewegung (= Campus Forschung. Band 354). Campus, Frankfurt am Main/New York 1983, ISBN 3-593-33226-4.
- Inflation, Stagflation und Vermögensanlagen: Ansätze zu einer Gegenüberstellung der inflationären Umbewertungswirkungen auf ausgewählte Vermögensarten bei wachsendem und stagnierendem volkswirtschaftlichem Output. Hypothesen für die Schweiz anhand der Inflationserfahrung der Jahre 1950–1973. Schellenberg, Winterthur 1978.